# Listă de personalități din Brno
Lista cuprinde diferiți oameni originari din Brno, Cehia (sau legați de Brno într-un fel sau altul), cunoscuți pentru realizările lor din diferite domenii. Această pagină-listă include omul de știință Gregor Mendel, care a realizat experimente genetice epocale pe plante, compozitorul Leoš Janáček și scriitorul Milan Kundera, precum și numeroși artiști, oameni de litere și arte, politicieni și atleți, care s-au născut sau au locuit în acst oraș. 

## Oameni de știință, matematicieni
- Karel Absolon, arheolog, geograf, paleontolog și speolog
- Leopold Adametz, zoolog
- Eugen von Böhm-Bawerk, economist
- Emanuel von Friedrichsthal, botanist
- Kurt Gödel, matematician
- Johann Gottlieb, chimist
- František Graus, istoric
- Karl Grobben, biologist
- Ferdinand Ritter von Hebra, dermatolog
- Ernst Mach, fizician și filozof
- Gregor Mendel, fondatorul geneticii
- Zdeněk Neubauer, filozof și biolog
- George Placzek, fizician
- Emil Redlich, neurolog
- Heinrich Wilhelm Schott, botanist
- Vinoš Sofka, muzeolog
- Pavel Tichý, logician și filozof
- Heinrich Wawra von Fernsee, botanist și medic
- Rudolf Wlassak, neurolog
- Viktor Kaplan, inginer și inventatorul turbinei Kaplan

## Scriitori
- Fritz Grünbaum
- František Halas, poet, eseist și traducător
- Bohumil Hrabal
- Milan Kundera
- Helene Migerka
- David Ernst Oppenheim, educator
- Fredy Perlman
- Zdeněk Rotrekl, poet catolic și istoric literar[1]
- Jan Trefulka
- Ernst Weiss

## Muzicieni și compozitori
- Igor Ardašev, pianist
- Josef Berg, compozitor
- Gustav Brom, lider de big band, aranjor muzical, clarinetist și compozitor
- Libuše Domanínská, soprană clasică
- Heinrich Wilhelm Ernst, violonist și compozitor
- Pavel Haas, compozitor
- Leoš Janáček, compozitor
- Maria Jeritza, cântăreață de operă
- Vítězslava Kaprálová, compozitor
- Tereza Kerndlová, cântăreață
- Erich Wolfgang Korngold, compozitor
- Magdalena Kožená, mezzo-soprană clasică
- Franz Xaver Neruda, violoncelist și compozitor
- Wilma Neruda, violinist
- Jan Škrdlík, violoncelist

## Artiști
- Dina Babbitt, supraviețuitoare al Holocaust-ului și artist
- Helena Bochořáková-Dittrichová, artist grafic
- Lubo Kristek
- Jakub Obrovský
- Antonín Procházka, pictor
- Alfred Roller, pictor, designer
- Anna Ticho, artist izraelian
- Norbert Troller, arhitect; notabil artist, mai ales pentru portretizarea vieții de zi cu zi în lagărul de concentrare nazist Theresienstadt

## Arhitecți
- Bohuslav Fuchs
- Jan Kotěra
- Adolf Loos

## Actori și regizori

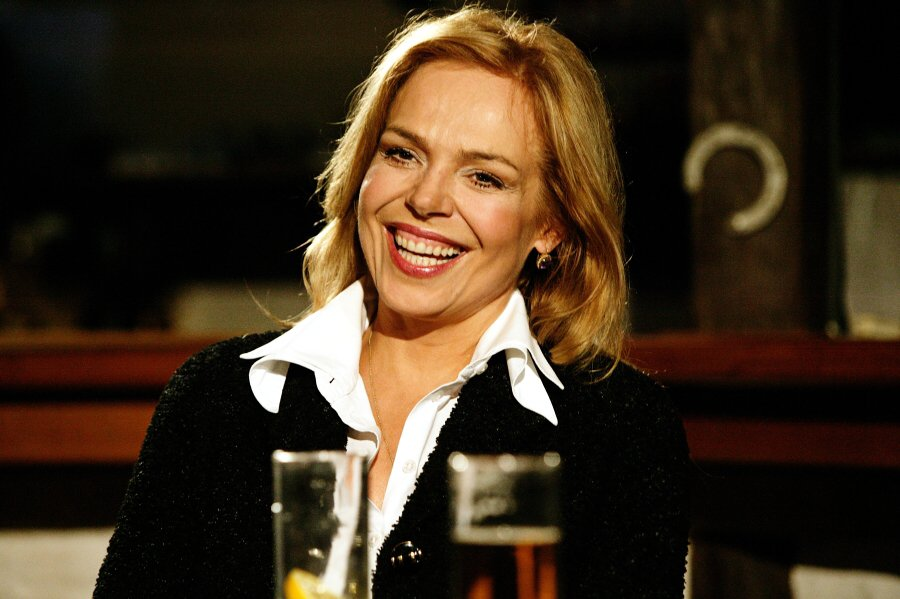
Dagmar Havlová

- Radúz Činčera, scenarist și regizor
- Nikita Denise, actriță de filme porno
- Yana Gupta, actriță la Bollywood
- Hugo Haas, actor și regizor
- Dagmar Havlová, actriță
- Libuše Šafránková, actriță

## Politicieni
- Zuzana Brzobohatá, deputată și membră a parlamentului
- Michal Hašek, fost guvernator al Moraviei de Sud
- Tomáš Julínek, doctor, fost ministru al sănătății
- Ondřej Liška, fost ministru al educației
- Baron Franz von Pillersdorf, om de stat austriac
- Ferdinand Troyer, nobil, clarinetist amator
- Milan Uhde

## Sportivi

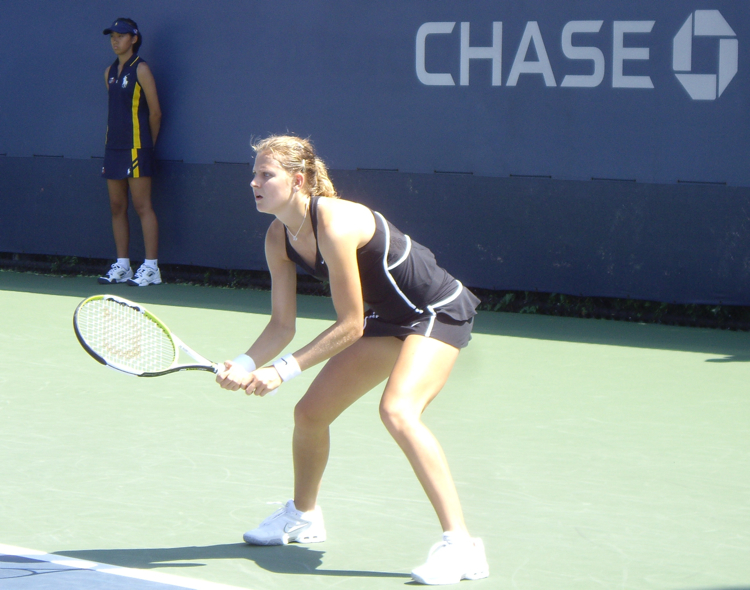
Lucie Šafářová la turneul de tenis US Open în 2007

- Karel Abrahám, motociclist de curse
- Zdeněk Blatný, jucător de hochei pe gheață
- Jaroslav Borák, jucător de fotbal american
- Vlastimil Bubník, fost jucător de hochei pe gheață și de fotbal american
- Alexander Choupenitch, scrimer;
- Richard Farda, jucător de hochei pe gheață
- Jana Galiková, sportiv de orientare (orienteerer)
- Ondřej Hotárek, patinator
- Petr Hubáček, jucător de hochei pe gheață
- Jaroslav Jiřík, jucător de hochei pe gheață
- Luboš Kalouda, jucător de fotbal american,
- Renata Kolbovic, jucătoare de tenis,
- Michal Kolomazník, jucător de fotbal american,
- David Kostelecký, trăgător sportiv
- Ada Kuchařová, orienteerer
- Tomáš Mica, jucător de fotbal american,
- Jana Novotná, jucătoare de tenis,
- Adam Ondra, alpinist,
- Antonín Procházka, fost jucător de volei,
- Lucie Šafářová, jucătoare de tenis,
- Nella Simaová, patinatoare,
- Zdeněk Svoboda, jucător de fotbal american,
- Tomáš Vincour, jucător de hochei pe gheață (NHL) pentru Dallas Stars
- René Wagner, jucător de fotbal american.

## Jucători de șah
- Julius Brach, maestru,
- Emil Zinner, maestru,

## Rabini
- Zvi Dershowitz (născut în 1928), rabin conservativ al Sinai Temple, Los Angeles, California

## Alții
- Freddie Hornik (1944-2009), născut în Brno, antreprenor britanic de modă,
- Zdenka Podkapová, fostă gimnastă și model
- Bedřich Pokorný
- Mathias Franz Graf von Chorinsky Freiherr von Ledske, primul episcop al diocezei romano-catolice, în 1777